# Anna Wallentheim
Anna Wallentheim (Gotemburgo, 16 de janeiro de 1985) é uma professora e política sueca que fez parte do Riksdag pelos social-democratas de 2014 a 2018.